# Co Gal
"Co Gal" (子　ギャル, Ko Gyaru) é uma canção do músico japonês hide, lançada em 10 de dezembro de 2014, dezesseis anos após sua morte. Originalmente uma demo não finalizada de 1998, a faixa foi terminada usando a tecnologia Vocaloid para imitar a voz do vocalista.
Foi incluída em um álbum de compilação de mesmo nome lançado em 10 de dezembro de 2014 pela Universal Music. Alcançou a segunda posição nas paradas semanais da Oricon e foi o 81º álbum mais vendido em 2015 no Japão.

## Visão geral e produção
"Co Gal" foi originalmente planejado para ser incluído no que se tornou o último álbum de hide, Ja, Zoo, lançado postumamente em novembro de 1998. No entanto, o artista morreu em 2 de maio antes de concluí-la, deixando apenas uma demo e letras escritas sob os títulos 子ギャル ou 子GAL. Essa letra foi exibida no hide Museum em sua cidade natal, Yokosuka, de 2000 a 2005.
Como o título sugere, a música satiriza a Kogal (コギャル) , moda popular na década de 1990. Foi tocada pela banda de hide, Spread Beaver, na turnê Tribal Ja, Zoo de 1998, onde os membros sobreviventes performaram usando playback. Uma dessas performances foi incluída no DVD de 2005 hide with Spread Beaver Appear!! "1998 Tribal Ja,Zoo com o baixista Chirolyn fazendo os vocais.
Em um processo que levou dois anos, a Yamaha utilizou sua tecnologia Vocaloid para imitar a voz do músico falecido e completar a música após receber uma oferta da Universal Music Japan. Sua voz real, sons de respiração e outros sons foram extraídos de músicas lançadas anteriormente e da demo (que apresenta letras alternativas) e combinados com a voz sintetizada. O amigo de hide e colega de banda do Spread Beaver I.N.A fez novas alterações. Kenji Arakawa, porta-voz da Yamaha, disse acreditar que esta é a primeira vez que uma obra de um artista falecido é lançada comercialmente cantando vocais concluídos após sua morte.

## Lançamento
"Co Gal" foi lançado em 10 de dezembro de 2014 pela Universal em comemoração ao que seria o 50º aniversário de hide. Foi lançado num álbum de compilação com quinze de suas canções mais populares, que foram remasterizadas e listadas como "faixas bônus". A edição limitada com uma capa diferente também traz a demo original de hide da música e um DVD de videoclipes e três apresentações na televisão do show Pop Jam. Um videoclipe de "Co Gal", criado com imagens inéditas de sessões de gravação em Los Angeles, combinado com material visto anteriormente, também está incluído. Uma versão em CD Ultimate High Quality do álbum teve um lançamento limitado em 9 de dezembro de 2015.

## Faixas
| N.º            | Título                            | Duração |  |
| 1.             | "Co Gal"                          | 3:09    |  |
| 2.             | "Junk Story"                      | 5:47    |  |
| 3.             | "In Motion"                       | 4:56    |  |
| 4.             | "Tell Me" (Versão de 2000)        | 4:57    |  |
| 5.             | "Hurry Go Round"                  | 5:02    |  |
| 6.             | "Ever Free"                       | 3:42    |  |
| 7.             | "Pink Spider" (ピンク スパイダー) | 3:44    |  |
| 8.             | "Rocket Dive"                     | 3:40    |  |
| 9.             | "Good Bye"                        | 3:59    |  |
| 10.            | "Hi-Ho"                           | 5:46    |  |
| 11.            | "Beauty & Stupid"                 | 4:08    |  |
| 12.            | "Misery"                          | 5:02    |  |
| 13.            | "Tell Me" (Versão de 1994)        | 4:45    |  |
| 14.            | "Dice"                            | 3:05    |  |
| 15.            | "50% & 50%"                       | 4:43    |  |
| 16.            | "Eyes Love You"                   | 5:54    |  |
| Duração total: | Duração total:                    | 61:02   |  |

### Edição limitada
| Faixa bônus |                 |         |  |
| N.º         | Título          | Duração |  |
| 17.         | "Co Gal" (Demo) |         |  |

| DVD |                                      |         |  |
| N.º | Título                               | Duração |  |
| 1.  | "Co Gal"                             |         |  |
| 2.  | "Junk Story"                         |         |  |
| 3.  | "In Motion"                          |         |  |
| 4.  | "Tell Me" (Versão de 2000)           |         |  |
| 5.  | "Hurry Go Round"                     |         |  |
| 6.  | "Ever Free"                          |         |  |
| 7.  | "Pink Spider" (ピンク スパイダー)    |         |  |
| 8.  | "Rocket Dive"                        |         |  |
| 9.  | "Good Bye"                           |         |  |
| 10. | "Hi-Ho"                              |         |  |
| 11. | "Beauty & Stupid"                    |         |  |
| 12. | "Misery"                             |         |  |
| 13. | "Tell Me" (Versão de 1994)           |         |  |
| 14. | "Dice"                               |         |  |
| 15. | "Eyes Love You"                      |         |  |
| 16. | "Beauty & Stupid" (Pop Jam 1998.2.7) |         |  |
| 17. | "Hi-Ho" (Pop Jam 1998.2.7)           |         |  |
| 18. | "Rocket Dive" (Pop Jam 1998.2.7)     |         |  |